# (7507) Israel
(7507) Israel ist ein Asteroid des inneren Hauptgürtels, der am 17. Oktober 1960 von dem niederländischen Astronomenehepaar Cornelis Johannes van Houten und Ingrid van Houten-Groeneveld entdeckt wurde.

## Beschreibung
Die Entdeckung geschah im Rahmen des Palomar-Leiden-Surveys, bei dem von Tom Gehrels mit dem 120-cm-Oschin-Schmidt-Teleskop des Palomar-Observatoriums (IAU-Code 675) aufgenommene Feldplatten an der Universität Leiden durchmustert wurden.
Benannt wurde er am 14. Dezember 1997 nach dem niederländischen Radioastronomen Frank Pieter Israel (* 1946), der als Professor an der Sternwarte Leiden der Universität Leiden arbeitet, anlässlich von dessen 51. Geburtstag.